# Grabenstätter Mühlbach
Der Grabenstätter Mühlbach, im Oberlauf zunächst Rotmoosgraben, dann Fuschbach ist ein Fließgewässer im bayerischen Landkreis Traunstein. Das Gewässer entsteht bei Bernhaupten als Rotmoosgraben. Nach Unterquerung der Bundesautobahn A8 wird der Lauf im Gemeindegebiet Vachendorf Fuschbach genannt. Dieser fließt in weitgehend nördlicher Richtung. Nach einem Knick nach Westen wird das Gewässer ab dem Zusammenfluss mit dem Eckeringer Bach nun Grabenstätter Mühlbach genannt. Dieser fließt in geringer Entfernung am Tüttensee vorbei, dann durch Grabenstätt, bevor er im Moor der Hirschauer Bucht in den Chiemsee mündet.
Der Bach ist Anzuchtgewässer für Bachforellen und Äschen.